# Caleta Péndulo
Caleta Péndulo es una pequeña ensenada ubicada en el sector noreste del Puerto Foster en la isla Decepción de las islas Shetland del Sur, Antártida.

## Toponimia
El nombre proviene del péndulo y hace referencia a las observaciones magnéticas y pendulares realizadas por la expedición británica de Henry Foster en 1829. Allí, en las costas de la caleta, Foster instaló sus instrumentos. El nombre aparece en el primer mapa de la isla, trazado por el teniente E. N. Kendall. Posteriormente, balleneros renombraron el sitio como Sobroan Harbor.

## Historia

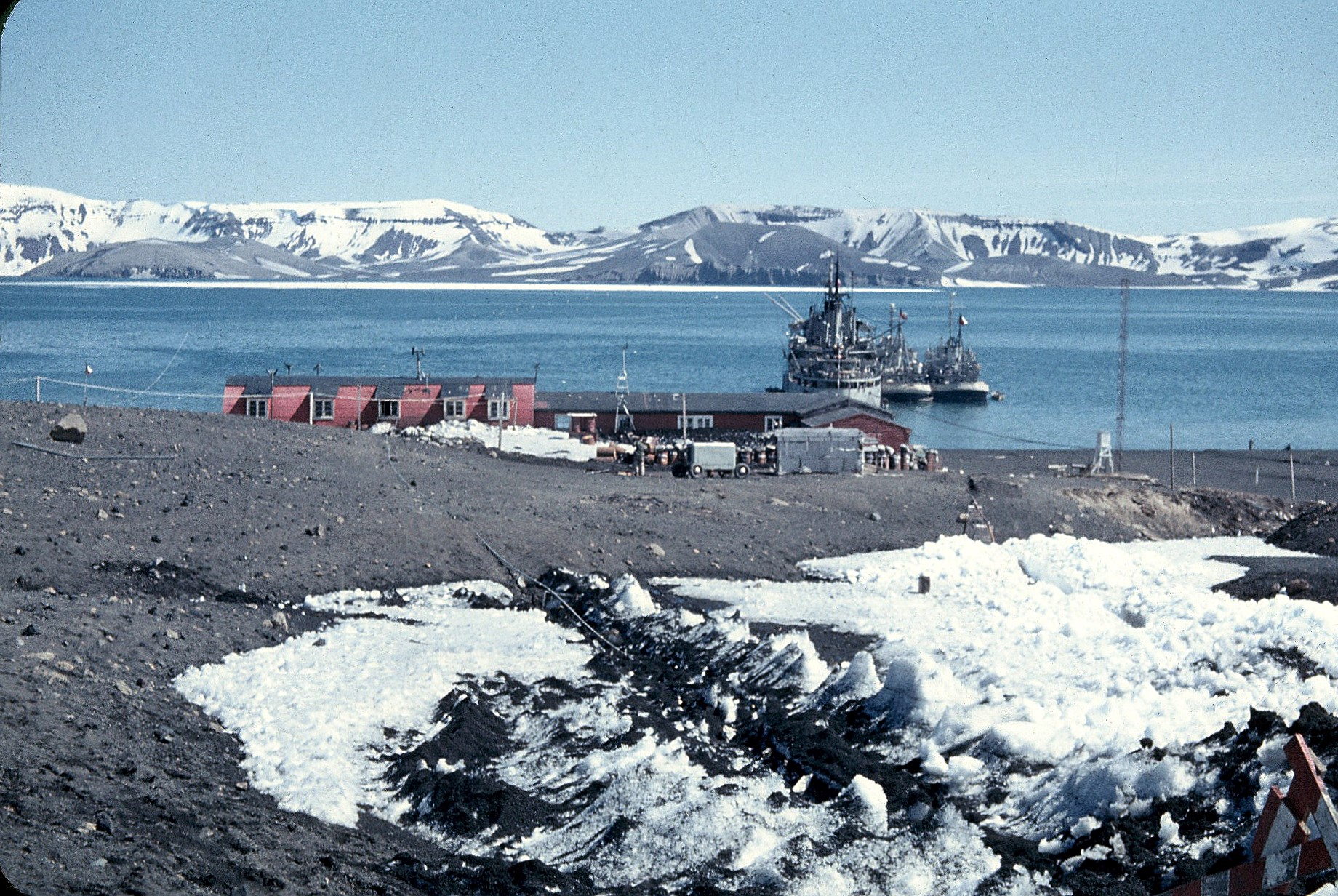
La base Pedro Aguirre Cerda, frente a la caleta, en 1958.

Una cabaña argentina se estableció frente a la caleta, el 4 de abril de 1949, pero luego fue desmantelada probablemente en enero de 1950.
La Base Presidente Pedro Aguirre Cerda, estación de investigación metereorológica y vulcanológica de la Fuerza Aérea de Chile, se inauguró en las costas de la caleta el 12 de febrero de 1955. Fue destruida por erupciones volcánicas en 1967 y 1969, afectando también la extensión de la caleta (que fue reducida). Desde 2001 las ruinas de la estación han sido designadas como Sitio y Monumento Histórico de la Antártida N.°. 76 bajo el Tratado Antártico, a propuesta y conservación de Chile.
Durante un estudio realizado en 1987, se detectó actividad geotérmica en las costas de la caleta.

## Características
La caleta se encuentra entre las puntas Barros, al norte, y Andressen, al sur. El terreno en sus costas está conformado por ceniza volcánica.
En sus aguas, se han registrado temperaturas superiores a los 70 °C, permaneciendo libre de hielo durante los meses de verano. La ladera que da al sudeste de la caleta, posee una serie de especies de musgos y liquen, de las cuales hay dos que no se encuentran en ningún otro sitio del continente antártico. En la zona se realizan actividades científicas y se permite, con ciertas limitaciones, la actividad turística.
Al sur de la caleta se encuentra el cerro Crimson, denominado morro Varela por Chile.

## Zona de protección

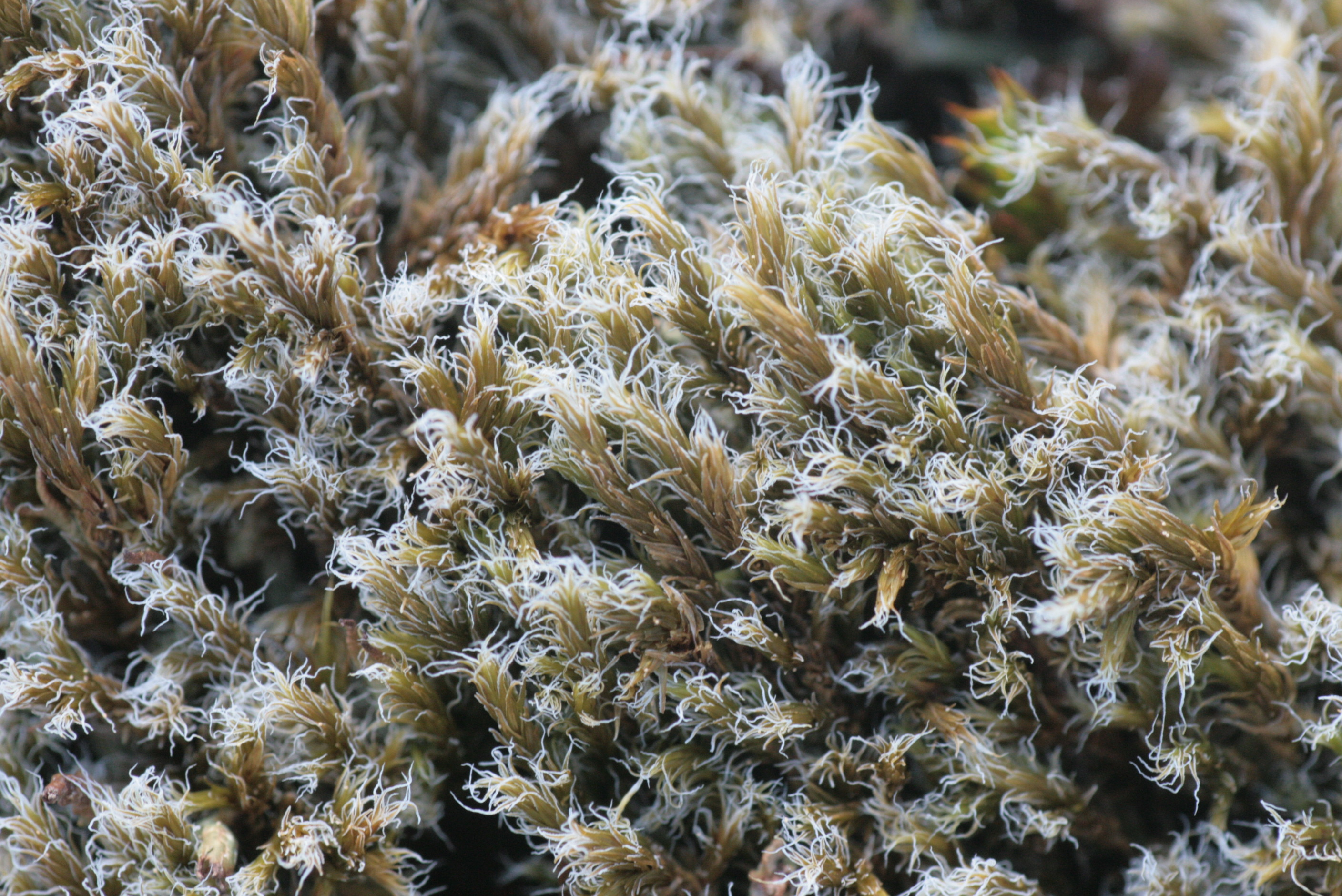
Musgo Racomitrium lanuginosum.

La caleta es una de las Zonas Antárticas Especialmente Protegidas (ZAEP 140 - sitio G), que comprende varios sitios separados en la isla Decepción. Propuesta por el Reino Unido, se designó como tal principalmente por sus valores botánicos y ecológicos.

### Flora
Sus costas están siendo colonizadas en años recientes por especies de musgos (como Racomitrium lanuginosum y Racomitrium heterostichoides) y líquenes, que son poco comunes en la Antártida.

## Reclamaciones territoriales
Argentina incluye a la isla Decepción en el departamento Antártida Argentina dentro de la provincia de Tierra del Fuego, Antártida e Islas del Atlántico Sur; para Chile forma parte de la comuna Antártica de la provincia Antártica Chilena dentro de la Región de Magallanes y de la Antártica Chilena; y para el Reino Unido integra el Territorio Antártico Británico. Las tres reclamaciones están sujetas a las disposiciones del Tratado Antártico.
Nomenclatura de los países reclamantes: 
- Argentina: caleta Péndulo[11][12]
- Chile: caleta Péndulo[7]
- Reino Unido: Pendulum Cove[2]